# Кастелсаразен
Кастелсаразен (фр. Castelsarrasin) је насељено место у Француској у региону Миди Пирене, у департману Тарн и Гарона.
По подацима из 2011. године у општини је живело 13.054 становника, а густина насељености је износила 170,04 становника/km².

## Демографија
| 1962.  | 1968.  | 1975.  | 1982.  | 1990.  | 2011.  |
| ------ | ------ | ------ | ------ | ------ | ------ |
| 10.388 | 11.318 | 10.752 | 10.924 | 11.317 | 13.054 |